# Ciry-Salsogne
Ciry-Salsogne – miejscowość i gmina we Francji, w regionie Hauts-de-France, w departamencie Aisne.
Według danych na styczeń 2014 roku gminę zamieszkiwały 892 osoby, a gęstość zaludnienia wynosiła 99,2 osób/km².